# الضبره العليا (حبيل جبر)

تعديل مصدري - تعديل

الضبره العليا هي إحدى قرى عزلة حبيل جبر بمديرية حبيل جبر التابعة لمحافظة لحج، بلغ تعداد سكانها 16 نسمة حسب تعداد اليمن لعام 2004.